# Nichijou
Nichijou (яп. 日常 Нитидзё:, букв. «быт», «повседневность») — комедийная манга Кэйити Араи, сочетающая в себе элементы стандартного стиля рисования и ёнкомы. Выпускается с декабря 2006 года в ежемесячном журнале Shonen Ace издательства Kadokawa Shoten; также выходила в журнале Comptiq с марта по июль 2008 года.
Производством аниме под руководством режиссёра Тацуи Исихары занялась студия Kyoto Animation. 12 марта 2011 года вышел OVA-эпизод под названием Nichijou Episode 0 в качестве приложения к шестому тому манги. С апреля по сентябрь 2011 года на телеканалах Японии проходила трансляция аниме-сериала по сюжету произведения.

## Сюжет
Сюжет рассказывает о приключениях школьников, а также юной девочки-гения и созданного ею робота Нано. Действие происходит в пригороде города Исэсаки.

## Персонажи
- Юко Айой (яп. 相生 祐子 Айой Ю:ко) — энергичная ученица старшей школы с короткими каштановыми волосами. Не любит выполнять домашнюю работу. Её прозвище — Юкко (яп. ゆっこ). Сэйю — Марико Хонда.
- Мио Наганохара (яп. 長野原 みお Наганохара Мио) — яркая и весёлая девушка с голубыми волосами и хвостиками. В свободное время увлекается рисованием манги. Влюблена в Кодзиро. Сэйю — Май Айдзава.
- Маи Минаками (яп. 水上 麻衣 Минаками Маи) — тихая, разносторонне талантливая девочка в очках с длинными черными волосами. Увлекается вырезанием статуэток из дерева. Обладает очень своеобразным чувством юмора. Любит подшучивать над Юко. Сэйю — Мисудзу Тогаси.
- Нано Синономэ (яп. 東雲 なの Синономэ Нано) — робот-школьница, созданная молодым профессором. За спиной имеет заводной ключ. Сэйю — Сидзука Фуруя.
- Профессор Хакасэ Синономэ (яп. 東雲はかせ Синономэ Хакасэ) — гениальная учёная восьми лет, создавшая Нано. В школу не ходит, всё время проводит дома за играми. Её любимое животное — акула. Сэйю — Хироми Конно.
- Сакамото (яп. 阪本) — чёрный кот, носящий созданный Профессором шарф, который позволяет ему говорить. Стремится вести себя интеллигентно, но иногда поддаётся своим животным инстинктам. Сэйю — Минору Сираиси.
- Мисато Татибана (яп. 立花 みさと Татибана Мисато) — высокая стройная девушка с персиковыми короткими волосами. Любит приставать к Кодзиро и в прямом смысле его расстреливать. Сэйю — Тика Хорикава.
- Кодзиро Сасахара (яп. 笹原 幸治郎 Сасахара Ко:дзиро:) — сын фермеров, любящий вести себя как аристократ. Обычно приезжает в школу на козле. Сэйю — Ёсихиса Кавахара.
- Ёсино Наганохара (яп. 長野原 よしの Наганохара Ёсино) — старшая сестра Мио, любящая постоянно шалить. Мастер кэндо. Сэйю — Мотоко Кобаяси.
- Идзуми Сакураи (яп. 桜井 泉 Сакураи Идзуми) — молодая, постоянно волнующаяся и путающаяся преподавательница. Старается обеспечить соблюдение школьных правил, однако ей это не всегда удаётся. Сэйю — Мами Косугэ.
- Цуёси Наканодзё (яп. 中之条 剛 Наканодзё: Цуёси) — студент с жёлтым ирокезом на голове. Сэйю — Кадзутоми Ямамото.
- Харуна Аннака (яп. 安中 榛名 Аннака Харуна) — девочка, носящая на голове большую красную ленту. Сэйю — Каори Садонака.
- Кэндзабуро Дайку (яп. 大工 健三郎 Дайку Кэндзабуро:) — мальчик, член футбольного го-клуба. Сэйю — Рёта Ёсидзаки.
- Юриа Сэкигути (яп. 関口 ユリア Сэкигути Юриа) — девушка, член футбольного го-клуба. Сэйю — Ай Хиросака.
- Макото Сакураи (яп. 桜井 誠 Сакураи Макото) — младший брат Идзуми, член футбольного го-клуба. Сэйю — Такахиро Хиками.
- Уэбоси (яп. ウェボシー Уэбоси:) — зеленоволосая одноклассница Мисато с «конским хвостом». Её настоящее имя неизвестно. Сэйю — Ёко Тамаоки.
- Фэттян (яп. フェっちゃん) — одноклассница Мисато, чьё настоящее имя неизвестно. Постоянно заканчивает свои фразы слогом «фэ» (отсюда и прозвище). Сэйю — Юми Хигути.
- Михоси Татибана (яп. 立花 みほし Татибана Михоси) — младшая сестра Мисато. Сэйю — Манами Хонда.
- Манабу Такасаки (яп. 高崎 学 Такасаки Манабу) — преподаватель, влюблённый в Идзуми. Сэйю — Тэцу Инада.
- Директор (яп. 校長先生 Ко:тё:-сэнсэй) — лысый руководитель школы, в которой разворачивается действие произведения. Сэйю — Тё.
- Кана Накамура (яп. 中村 かな Накамура Кана) — школьная учитель наук, зацикленная на изучении природы Нано и регулярно придумывающая новые схемы её захвата. Сэйю — Каору Мидзухара.

## Медиа-издания

### Издания томов манги
| № | Дата публикации      | ISBN                   |
| - | -------------------- | ---------------------- |
| 1 | 26 июля 2007 года    | ISBN 978-4-04-713949-7 |
| 2 | 26 октября 2007 года | ISBN 978-4-04-713980-0 |
| 3 | 26 июля 2008 года    | ISBN 978-4-04-715089-8 |
| 4 | 26 января 2009 года  | ISBN 978-4-04-715171-0 |
| 5 | 26 октября 2009 года | ISBN 978-4-04-715311-0 |
| 6 | 12 марта 2011 года   | ISBN 978-4-04-900804-3 |

### Аниме
Открывающую композицию аниме сериала «Hyadain no Kakakata☆kataomoi-C» (яп. ヒャダインのカカカタ☆カタオモイ-C Хядаин но каката катаомой Си:) исполняет Hyadain; закрывающую «Zzz» — Саяка Сасаки.
| Список серий | Список серий                                                             | Список серий          |
| № серии      | Название серии                                                           | Трансляция в Японии   |
| ------------ | ------------------------------------------------------------------------ | --------------------- |
| OVA          | Nichijou Episode 0 «Нитидзё: но дзэро ва» (日常の0話)                    | 12 марта 2011 года    |
| 1            | Nichijou Episode 1 «Нитидзё: но дай ити ва» (日常の第一話)               | 2 апреля 2011 года    |
| 2            | Nichijou Episode 2 «Нитидзё: но дай ни ва» (日常の第二話)                | 10 апреля 2011 года   |
| 3            | Nichijou Episode 3 «Нитидзё: но дай сан ва» (日常の第三話)               | 17 апреля 2011 года   |
| 4            | Nichijou Episode 4 «Нитидзё: но дай ён ва» (日常の第四話)                | 24 апреля 2011 года   |
| 5            | Nichijou Episode 5 «Нитидзё: но дай го ва» (日常の第五話)                | 1 мая 2011 года       |
| 6            | Nichijou Episode 6 «Нитидзё: но дай року ва» (日常の第六話)              | 8 мая 2011 года       |
| 7            | Nichijou Episode 7 «Нитидзё: но дай нана ва» (日常の第七話)              | 15 мая 2011 года      |
| 8            | Nichijou Episode 8 «Нитидзё: но дай хати ва» (日常の第八話)              | 22 мая 2011 года      |
| 9            | Nichijou Episode 9 «Нитидзё: но дай кю: ва» (日常の第九話)               | 29 мая 2011 года      |
| 10           | Nichijou Episode 10 «Нитидзё: но дай дзю: ва» (日常の第十話)             | 5 июня 2011 года      |
| 11           | Nichijou Episode 11 «Нитидзё: но дай дзю: ити ва» (日常の第十一話)       | 12 июня 2011 года     |
| 12           | Nichijou Episode 12 «Нитидзё: но дай дзю: ни ва» (日常の第十二話)        | 19 июня 2011 года     |
| 13           | Nichijou Episode 13 «Нитидзё: но дай дзю: сан ва» (日常の第十三話)       | 26 июня 2011 года     |
| 14           | Nichijou Episode 14 «Нитидзё: но дай дзю: ён ва» (日常の第十四話)        | 3 июля 2011 года      |
| 15           | Nichijou Episode 15 «Нитидзё: но дай дзю: го ва» (日常の第十五話)        | 10 июля 2011 года     |
| 16           | Nichijou Episode 16 «Нитидзё: но дай дзю: року ва» (日常の第十六話)      | 17 июля 2011 года     |
| 17           | Nichijou Episode 17 «Нитидзё: но дай дзю: нана ва» (日常の第十七話)      | 24 июля 2011 года     |
| 18           | Nichijou Episode 18 «Нитидзё: но дай дзю: хати ва» (日常の第十八話)      | 31 июля 2011 года     |
| 19           | Nichijou Episode 19 «Нитидзё: но дай дзю: кю: ва» (日常の第十九話)       | 7 августа 2011 года   |
| 20           | Nichijou Episode 20 «Нитидзё: но дай ни дзю: ва» (日常の第二十話)        | 14 августа 2011 года  |
| 21           | Nichijou Episode 21 «Нитидзё: но дай ни дзю: ити ва» (日常の第二十一話)  | 21 августа 2011 года  |
| 22           | Nichijou Episode 22 «Нитидзё: но дай ни дзю: ни ва» (日常の第二十二話)   | 28 августа 2011 года  |
| 23           | Nichijou Episode 23 «Нитидзё: но дай ни дзю: сан ва» (日常の第二十三話)  | 4 сентября 2011 года  |
| 24           | Nichijou Episode 24 «Нитидзё: но дай ни дзю: ён ва» (日常の第二十四話)   | 11 сентября 2011 года |
| 25           | Nichijou Episode 25 «Нитидзё: но дай ни дзю: го ва» (日常の第二十五話)   | 18 сентября 2011 года |
| 26           | Nichijou Episode 26 «Нитидзё: но дай ни дзю: року ва» (日常の第二十六話) | 25 сентября 2011 года |

## Популярность
По мнению рецензентов, начав выходить, сериал претендовал на соперничество с популярным аниме «Адзуманга», также снятом по четырёхпанельной манге, но не дотянул до его уровня. В весеннем рейтинге аниме-сериалов Nichijou собрал среднюю аудиторию 0,7 % от общего числа зрителей; в летнем сезоне этот показатель увеличился до 0,8 %.